# Tersilochus bulyuki
Tersilochus bulyuki är en stekelart som beskrevs av Andrey Ivanovich Khalaim 2007. Tersilochus bulyuki ingår i släktet Tersilochus och familjen brokparasitsteklar. Inga underarter finns listade i Catalogue of Life.